# Élections législatives de 1937 au Siam
Des élections législatives se sont tenues au Siam le 7 novembre 1937. Il n'y a alors pas de parti politique, mais seulement des candidats indépendants. Le taux de participation est de 40,2 %, soit 2 462 535 votes.